# Línea de Sankt Goar

Recorrido de la línea de Sankt Goar en el área de habla alemana

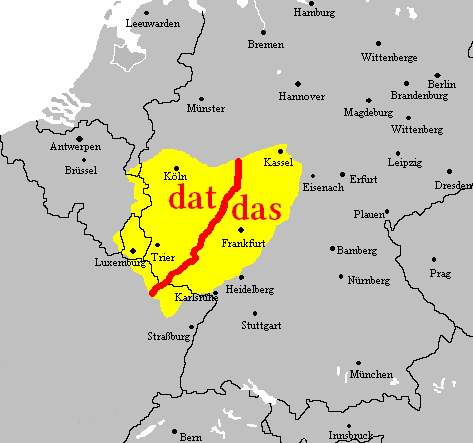
Recorrido de la línea de Sankt Goar en el área lingüística del alemán central occidental

En lingüística alemana, la línea de Sankt Goar, línea das-dat ("que"), o línea was-wat ("qué") es una isoglosa que separa los dialectos del norte, los cuales tienen una /t/ en las palabras dat  y wat, de los dialectos del sur (incluyendo el alemán estándar), que tienen una /s/: das, was.  La línea va de este a oeste y cruza el río Rin en la ciudad de Sankt Goar, de ahí su nombre.
Dentro del ámbito territorial del alemán central occidental, divide las variedades del fráncico moselano (dat) de las del fráncico renano (das).

## Recorrido
La línea de Sankt Goar comienza en Lorena (Francia) y continúa hacia el Sarre. En el Sarre discurre de suroeste a noreste pasando por el norte de Saarbrücken (Völklingen) y entra en Renania-Palatinado a través del Hunsrück para llegar al Rin en Sankt Goar. A la derecha del Rin continúa en dirección noreste a lo largo de Limburg an der Lahn y Dillenburg hasta llegar a Renania del Norte-Westfalia, donde confluye con la línea de Benrath. Desde allí sigue en dirección noreste y llega al Óder en Fráncfort del Óder, en la frontera con Polonia.

## Contexto histórico
En el suroeste de Alemania, la línea dat-das puede determinarse prácticamente pueblo por pueblo. No obstante, la frontera lingüística se ha ido difuminando con la creciente movilidad de la población.